# Masserie di Fasano
La masseria è l'espressione di un'organizzazione geo-economica legata al Latifondo, la grande proprietà terriera che alimentava le rendite delle classi aristocratiche e della borghesia. Le masserie erano quindi delle grandi aziende agricole abitate, a volte, anche dai proprietari terrieri, ma la grande costruzione rurale comprendeva pure gli alloggi dei contadini, in certe zone anche solo stagionali, le stalle, i depositi per foraggi e i raccolti, nella lama della masseria signora Cecca esiste ancor oggi un villaggio medievale abbandonato. Altra funzione era quella di posto di guardia a difesa dalle scorrerie dei nemici, in particolare pirati turchi, notevole esempio di masseria fortificata con quattro bastioni angolari, caditoie e garitte è l'imponente masseria Pettolecchia.
Le campagne di Fasano, come tutte quelle del Salento settentrionale, sono ricche di antiche masserie. Costituivano un centro polifunzionale importante per tutta la zona in cui sorgevano, la componente religiosa era parecchio sentita tanto che ogni masseria ha al suo interno chiesette e cappelle, con decorazioni, affreschi, dipinti e reliquie antichissime.
Fino a qualche decennio fa molte masserie erano ancora abitate e alcune lasciate in rovina, oggi si sta assistendo alla loro ristrutturazione e conversione in Bed and Breakfast, ristoranti e Hotel a 5 stelle lusso.

## Masserie con insediamenti rupestri

### Masseria "Ottava Grande"
Masseria con torre fortificata sviluppata su tre piani. È possibile notare, come può succedere solo in poche masserie,  il passaggio dal centro agricolo rupestre, sorto nella lama sottostante, a quello dalla torre, lasciando intatti solo il trappeto e la chiesa.
La torre fu costruita intorno al 1590, rappresenta l'esempio di masseria più antico della zona. La chiesa, che la storiografia attribuisce a San Pietro, fu costruita intorno al 1200, - le prime notizie della facciata romanica della chiesa di San Pietro si hanno nel 930, - rientra nella tipologia di chiese a tripla cupola in asse, molto diffusa in Puglia, e che ha come esempio più evoluto il Duomo di S. Corrado a Molfetta. In epoca successiva alla sua costruzione, viene aggiunta una campata nella parte antistante. La chiesa è quindi distribuita in tre navate (quella centrale coperta da tre cupole in asse e da una volta a crociera, le due laterali coperte da volte a crociera). Le tre navate terminano in pianta con tre absidi, la forma delle quali è visibile anche dall'esterno e sono decorate con un motivo ad archetti pensili tipico dell'architettura romanica pugliese.
Si possono individuare tre strutture di epoche differenti: la torre, una costruzione successiva ad essa addossata e le ultime stalle con la casa del massaro. Il piano inferiore ospita le stalle e gli ambienti di lavorazione di prodotti caseari.
Un ponte sostenuto sotto da un arco, a sostituzione del ponte levatoio, collega la scala di due rampe perpendicolari all'ingresso della torre.
La torre, la chiesa e le piscine furono completamente ristrutturate negli anni 80 dalla famiglia Noferini.
Negli anni 80 la famiglia Noferini acquista gran parte dell'immobile e dei terreni retrostanti la masseria e la stessa chiesa. Vengono attuate numerose modifiche ad essa, cambiando e alterando la sua fisionomia; viene scavato infatti un grande fossato per la predisposizione di una piscina, tuttora purtroppo visibile. A quegli anni risale anche lo sfregio ad alcuni affreschi presenti nella chiesa di S. Pietro.

### Masseria "San Domenico"
La Masseria San Domenico è un'antica torre di avvistamento del Quattrocento, situata sulle coste del comune di Fasano presso la località Savelletri, da cui i Cavalieri di Malta, che avevano la loro base principale in Puglia nel vicino porto di Santo Stefano a Monopoli, si difendevano contro la minaccia degli ottomani. 
Fino al XVIII secolo la torre è stata circondata da un agglomerato abitativo che ne fa oggi una delle più importanti masserie fortificate della zona.
Fino agli anni '90 la masseria è stata un centro agricolo, successivamente è stata restaurata, rispettando a pieno le antiche forme e i materiali originali, ricavando un raffinato albergo, circondato dall'uliveto millenario e da macchia mediterranea.
Oggi la masseria è circondata da un prestigioso campo di golf a 18 buche (San Domenico Golf) tra ulivi secolari lungo un tratto di costa adriatica.

### Masseria "Sant'Angelo De' Grecis"

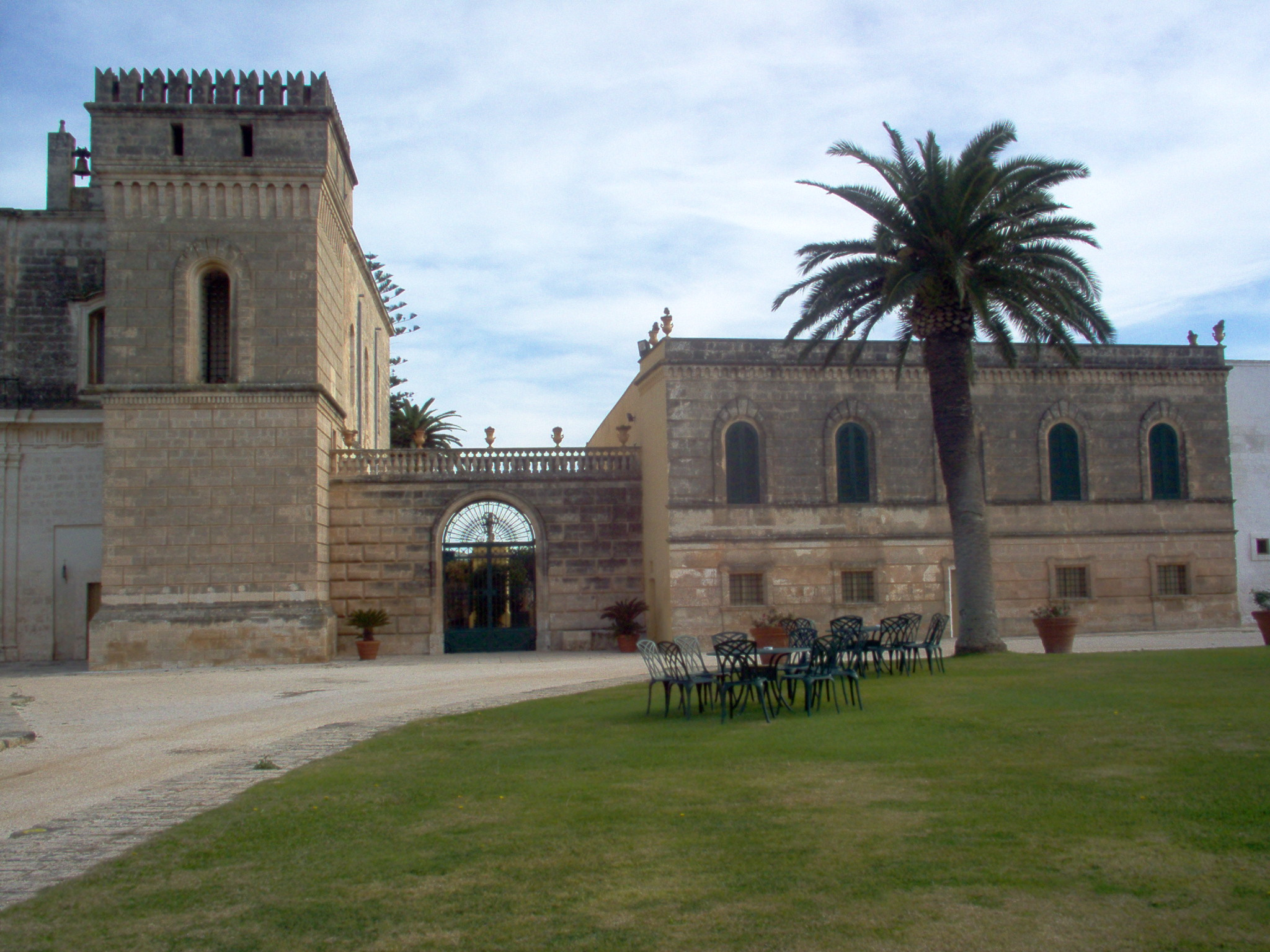
Masseria Sant'Angelo de' Grecis (Abazia di San Lorenzo) - Fasano

La masseria, conosciuta anche come "Abazia di San Lorenzo", risale al XII secolo e ha origine dall'insediamento rupestre di Lama di San Lorenzo. Sulla sinistra dell'edificio si impone una suggestiva torre merlata.
Nel XIII secolo divenne proprietà del monastero di Santo Stefano di Monopoli mentre nel XIV secolo passò a rendita cardinalizia. Fino al 1665 fu una grancia dell'abbazia dei monaci greci di San Nicola in Casole di Otranto. 
Nel 1693 la proprietà passò al Cardinale Imperiale che vi edificò la chiesa introducendovi il culto di San Lorenzo Martire.
L'abitazione, costruita con tufo delle Murge, è collocata sulla destra della struttura ed è la parte più antica della masseria (risalente al Cinquecento). Di fronte alla casa del massaro vi è l'edificio di un antico frantoio del Settecento restaurato e sede del Museo dell'Olio d'Oliva, con vari strumenti della lavorazione olivicola, mentre alle spalle del palazzo c'è un antico agrumeto.

## Altre Masserie

### Masseria Casaburo
Situata alle spalle delle colline della Selva di Fasano. Il nome si ipotizza derivi da "Casalbore" per il suo orientamento a est. 
È uno dei pochi esempi di masserie con architettura mista: un gruppo di trulli e una corte risalenti alla fine del XV secolo formano il corpo principale, la casa padronale al primo piano e la casa del massaro, risalenti al settecento e all'Ottocento. Circondata da una pineta privata con un sottobosco di piante mediterranee.
Oggi "Masseria Casaburo" è ancora azienda agricola attiva, abitata da una famiglia di agricoltori e dai proprietari nei mesi estivi.

### Masseria Salamina
Masseria Salamina è il nome che la masseria ha avuto dal 1600, quando Giuseppe SALAMINA provvide ad ampliare un insediamento preesistente ed a piantare in oltre 200 ettari gli attuali ulivi, che oggi hanno ben 400 anni. La masseria era fortificata, perché le popolazioni dell'epoca dovevano difendersi dai pirati saraceni che sbarcavano sulla costa attaccando i centri rurali per depredarli di beni e merci, nonché catturare i malcapitati che non erano in grado di difendersi.
Nei secoli successivi vi sono state delle ristrutturazioni per adeguare l'imponente struttura alle necessità agrarie del tempo, senza peraltro turbarne l'aspetto.
Durante l'ultima guerra è stata anche sede del comando alleato della zona.
Le famiglie proprietarie che si sono succedute nei secoli alla famiglia SALAMINA, e precisamente la famiglia BIANCO, i Conti CENCI di Cisternino, nonché l'attuale, hanno sempre lasciato alla masseria il proprio nome storico.
Riusciamo ad attribuire la costruzione della Masseria a Giuseppe Salamina ed a datarla al 1600 grazie a quanto indicato in un'iscrizione in latino posta sul portone dell'area padronale nel 1850 da Giuseppe Oronzo Bianco, in occasione di una ristrutturazione del fabbricato.
Nella Masseria vi è una chiesa che si presenta a forma di croce latina da cui sporge la muratura dei bracci laterali. Il portale di ingresso è sopraelevato di due gradini; di forma rettangolare, è incorniciato da una cornice in pietra aggettante modanata, al centro dell'architrave vi è un cartiglio in pietra con la scritta: "CHARITAS 1792".
Al di sopra del cartiglio si apre una finestra con cornice aggettante e profilo mistilineo.
All'interno il vano si presenta con un corpo rettangolare longitudinale voltato a botte terminate verso l'altare in una parte quadrangolare più larga, con la volta a stella.
L'altare che occupa l'intera parete è di stile barocco realizzato in pietra locale.
La chiesa è stata ristrutturata nel 1792  ampliando una chiesa rupestre preesistente.
fonte: http://www.masseriasalamina.com
La Masseria è stata acquista nel 1986 dalla famiglia de Miccolis Angelini al fine di condurre i terreni posseduti in agro di Montalbano. Ad inizi anni '90 parte della Masseria è stata riconvertita per l'attività agrituristica e l'attività di Masseria didattica.